# Lepidosina inaequalis
Lepidosina inaequalis är en tvåvingeart som beskrevs av Malloch 1914. Lepidosina inaequalis ingår i släktet Lepidosina och familjen hoppflugor. Inga underarter finns listade i Catalogue of Life.